# Егорьевский район (Алтайский край)
Его́рьевский райо́н — административно-территориальное образование (сельский район) и муниципальное образование (муниципальный район) в  Алтайском крае России. Егорьевский район образован Постановлением ВЦИК от 18 января 1935 г.
Административный центр — село Новоегорьевское, расположенное в 40 км от Рубцовска.

## География
Расположен в юго-западной части края.
Рельеф — равнинный. Климат резко континентальный. Средняя температура января −12,5 °C, июля +18,6 °C. Атмосферных осадков — 362 мм.
На территории района расположено 25 озёр (часть из них солёные): Урлапово, Островное, Вавилон, Кривое, Горькое, Горькое-Перешеечное и другие. Почвы каштановые, светло-каштановые, вдоль соснового бора — песчаные. По территории района проходит ленточный бор. Растут сосна, берёза, осина, тополь, ветла, боярышник, калина, шиповник.
Обитают: звери — лось, косуля, заяц, хорек, тушканчик, лиса, волк, рысь, барсук, белка, ондатра, колонок. Птицы — утка, гусь, глухарь, тетерев, чайка, филин, белая сова, удод, цапля. В водоемах водятся карась, линь, окунь.

## Население
| 1959    | 1996    | 1997    | 1998    | 1999    | 2000    | 2001    |
| ------- | ------- | ------- | ------- | ------- | ------- | ------- |
| 22 757  | ↘16 500 | ↗16 800 | →16 800 | ↘16 700 | ↘16 600 | ↘16 500 |
| 2002    | 2003    | 2004    | 2005    | 2006    | 2007    | 2008    |
| ↘16 300 | ↘15 939 | ↘15 619 | ↘15 302 | ↘14 935 | ↘14 663 | ↘14 580 |
| 2009    | 2010    | 2011    | 2012    | 2013    | 2014    | 2015    |
| ↘14 390 | ↘14 170 | ↘14 117 | ↘13 694 | ↗13 705 | ↗13 730 | ↘13 497 |
| 2016    | 2017    | 2018    | 2019    | 2020    | 2021    |         |
| ↘13 371 | ↘13 239 | ↘13 070 | ↘12 912 | ↘12 602 | ↘11 099 |         |

### Национальный вопрос[17]
| национальность | мужчин | женщин | всего  | %    |
| -------------- | ------ | ------ | ------ | ---- |
| русские        | 7 038  | 7 975  | 15 013 | 93,7 |
| немцы          | 192    | 203    | 395    | 2,4  |
| казахи         | 97     | 94     | 191    | 1,2  |
| украинцы       | 72     | 66     | 138    | 0,8  |
| армяне         | 32     | 17     | 49     | 0,3  |
| татары         | 24     | 21     | 45     | 0,28 |
| белорусы       | 22     | 9      | 31     | 0,19 |
| азербайджанцы  | 12     | 12     | 24     | 0,15 |

## Административно-муниципальное устройство
Егорьевский район с точки зрения административно-территориального устройства края включает 8 административно-территориальных образований — 8 сельсоветов.
Егорьевский муниципальный район в рамках муниципального устройства включает 8 муниципальных образований со статусом сельских поселений:
| № | Сельское поселение            | Административный центр | Количество населённых пунктов | Население (чел.) | Площадь (км²) |
| - | ----------------------------- | ---------------------- | ----------------------------- | ---------------- | ------------- |
| 1 | Кругло-Семенцовский сельсовет | село Кругло-Семенцы    | 2                             | ↘453             | 188,97        |
| 2 | Лебяжинский сельсовет         | село Лебяжье           | 3                             | ↘1830            | 276,71        |
| 3 | Малошелковниковский сельсовет | село Малая Шелковка    | 2                             | ↘631             | 188,62        |
| 4 | Новоегорьевский сельсовет     | село Новоегорьевское   | 4                             | ↘5039            | 411,39        |
| 5 | Первомайский сельсовет        | село Первомайское      | 3                             | ↘873             | 230,90        |
| 6 | Сростинский сельсовет         | село Сросты            | 3                             | ↘2043            | 489,05        |
| 7 | Титовский сельсовет           | село Титовка           | 1                             | ↘824             | 403,86        |
| 8 | Шубинский сельсовет           | село Шубинка           | 1                             | ↘442             | 268,86        |

### Населённые пункты
В Егорьевском районе 19 населённых пунктов:

| Новоегорьевское | ↘5020 |
| Сросты          | ↘1948 |
| Лебяжье         | ↗1291 |
| Первомайское    | ↗836  |
| Титовка         | ↘824  |
| Малая Шелковка  | →708  |
| Перешеечный     | ↗639  |

| Шубинка        | ↘442 |
| Кругло-Семенцы | ↗368 |
| Мирный         | ↗282 |
| Борисовка      | ↘200 |
| Песчаный Борок | ↗117 |
| Петухов Лог    | ↗115 |
| Жерновцы       | →50  |

| Долино        | ↘39 |
| Новосоветский | ↘24 |
| Сибирь        | ↘18 |
| Речка-Кормиха | →7  |
| Ивановка      | ↘0  |

## Экономика
Основное направление экономики — сельское хозяйство: развито зерновое производство, молочное скотоводство, свиноводство, овцеводство. На территории района находится Лебяжинский лесхоз и заказник «Егорьевский». По территории района проходят автодороги «Рубцовск — Волчиха», «Новоегорьевское — Новичиха — Боровское».